# Marepoortsbrug
De Marepoortsbrug is een vaste stenen boogbrug in de binnenstad van de Nederlandse stad Leiden. De brug verbindt de Nieuwe Mare en de Korte Mare en overspant de Korte Mare.

## Geschiedenis
In 1611 werd besloten de stad Leiden te vergroten. Al vrij snel volgde een ontwerp, aanbesteding en graafwerkzaamheden. In dat jaar werd ook de eerste brug gebouwd. In 1665 werd het gebied grondig gewijzigd en werd hierbij ook de brug vernieuwd. In 1785 en 1824 kreeg de brug een opknapbeurt.
De brug staat sinds 1968 ingeschreven als rijksmonument in het monumentenregister. In 1974 en 1994 werd de brug gerestaureerd.
Haaks op deze brug ligt de Warmonderbrug die ooit verbonden was met de Marepoort. In 2004 werd deze oude Warmonderbrug uit 1892 vervangen.

## Foto's

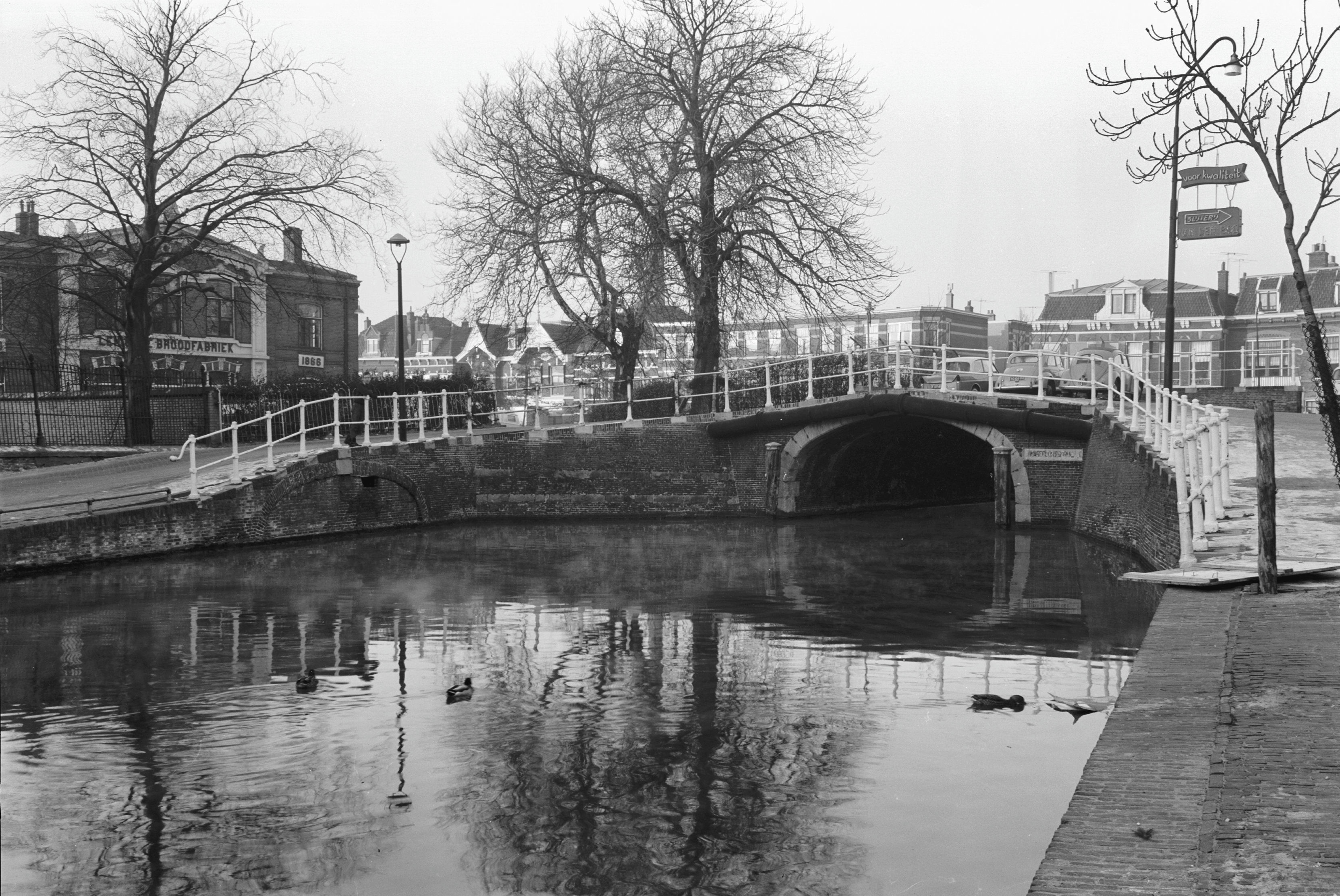
Foto uit 1963
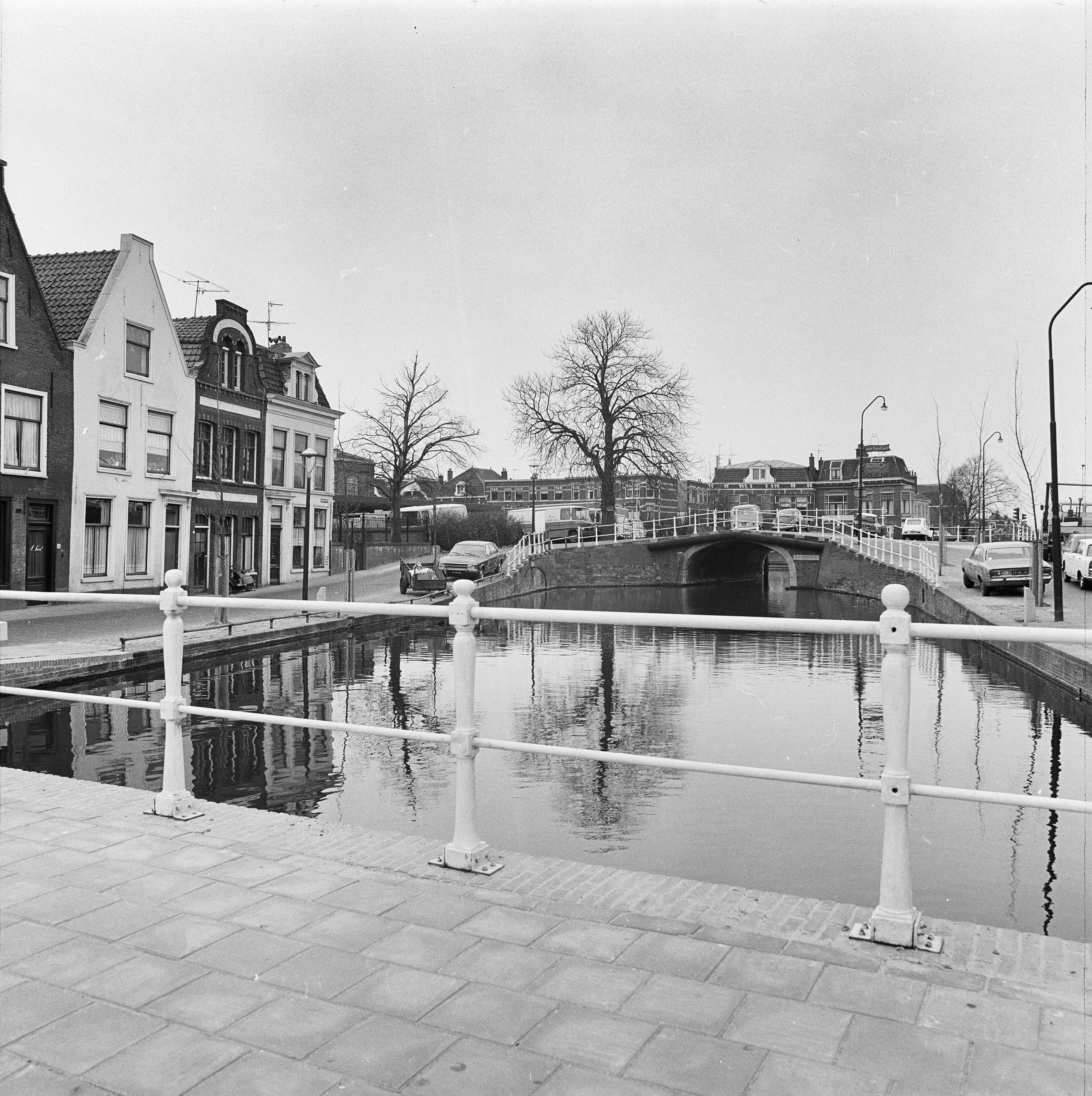
Foto uit 1974
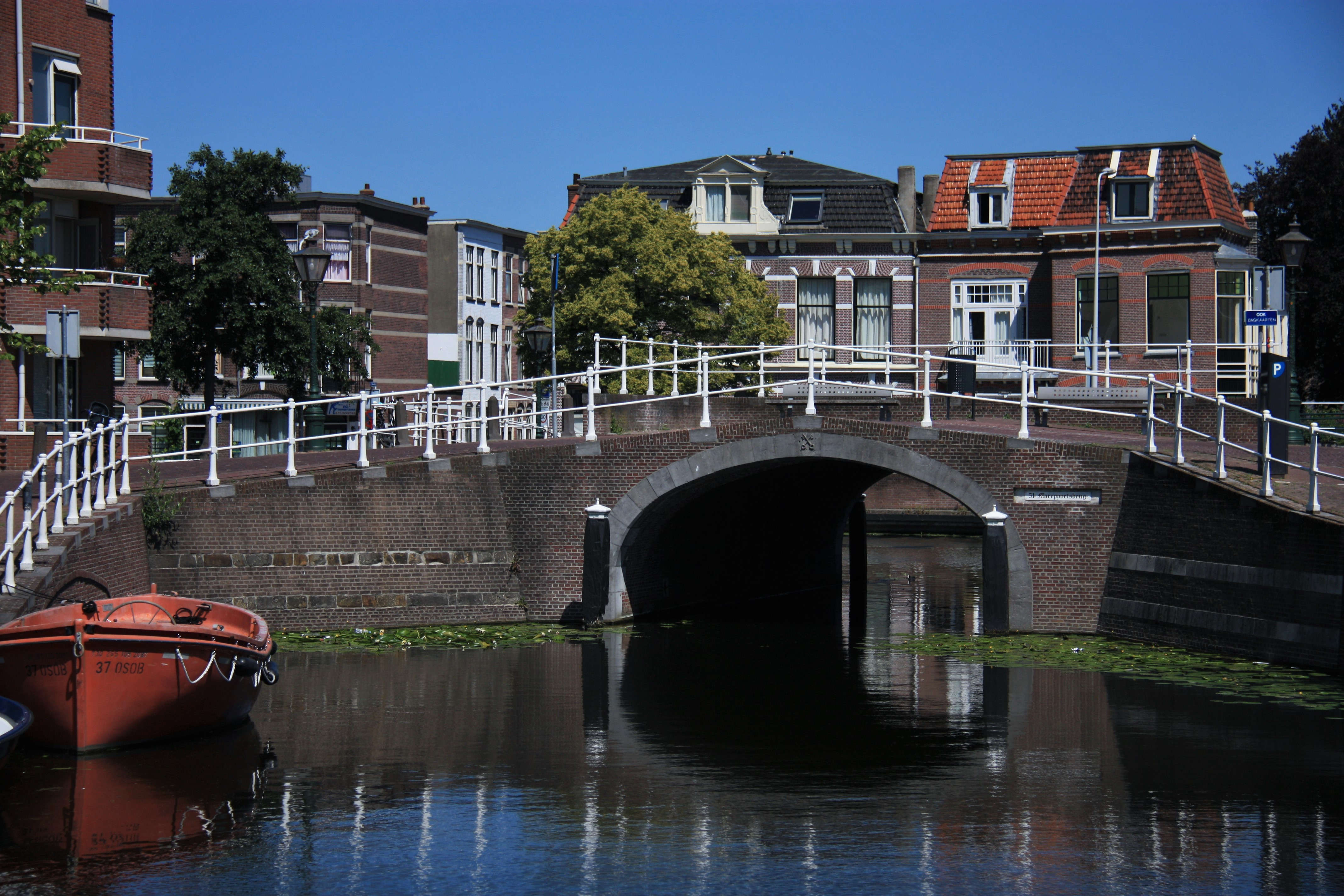
Foto uit 2015